# کیو انترتینمنت
کیو اینترتینمنت (انگلیسی: Q Entertainment) شرکت بازی ویدئویی ژاپنی است، که در سال ۲۰۰۳ تأسیس شد.